# Florence Parry Heide
Florence Parry Heide, född 27 februari 1919 i Pittsburgh, Pennsylvania, död 23 oktober 2011 i Kenosha, Wisconsin, var en amerikansk barnboksförfattare.
Florence Parry Heide föddes i Pittsburgh, Pennsylvania men tillbringade större delen av sin uppväxt i den lilla staden Punxsutawney i samma delstat. Hon tog sin examen vid UCLA 1939 och arbetade inom reklam och PR i New York, innan hon under andra världskriget flyttade tillbaka till sin hemstad. Hon träffade sin make Donald C. Heide i oktober 1943 och de gifte sig sex veckor senare. Efter krigsslutet flyttade paret till Kenosha, Wisconsin. Maken öppnade ett advokatkontor där han arbetade fram till sin pension år 1982. Hon ägnade sig åt sina fem barn, och påbörjade sin författarkarriär först när hennes yngsta barn börjat på college i slutet av 1960-talet. 
Därefefter skrev Parry Heide mer än 100 böcker för barn och ungdom, från bilderböcker till tonårsromaner, och flera diktsamlingar. Hon skrev även flera sånger tillsammans med Sylvia Van Clief. Hon är främst känd för en bokserie om en pojke vid namn Trevald (Treehorn), däribland titlar som När Trevald krympte (1971) and Trevalds skatt (1981). Heide arbetade med illustratörer som  Edward Gorey och Jules Fieffer, och belönades med många utmärkelser för sina verk. 
Parry Heide var mor till författarna Judith Heide Gilliland och Roxanne Heide Pierce, med vilka hon skrev flera böcker. 
Parry Heide var även välkänd för de 4 juli-parader hon organiserade varje år. Hundratals barn med dekorerade cyklar samlades utanför hennes hem och cyklade två varv runt kvarteret till trumslag. Efter att hon hade flyttat fortsatte traditionen varje år till hennes ära.